# Rochuskapelle (Nürnberg)

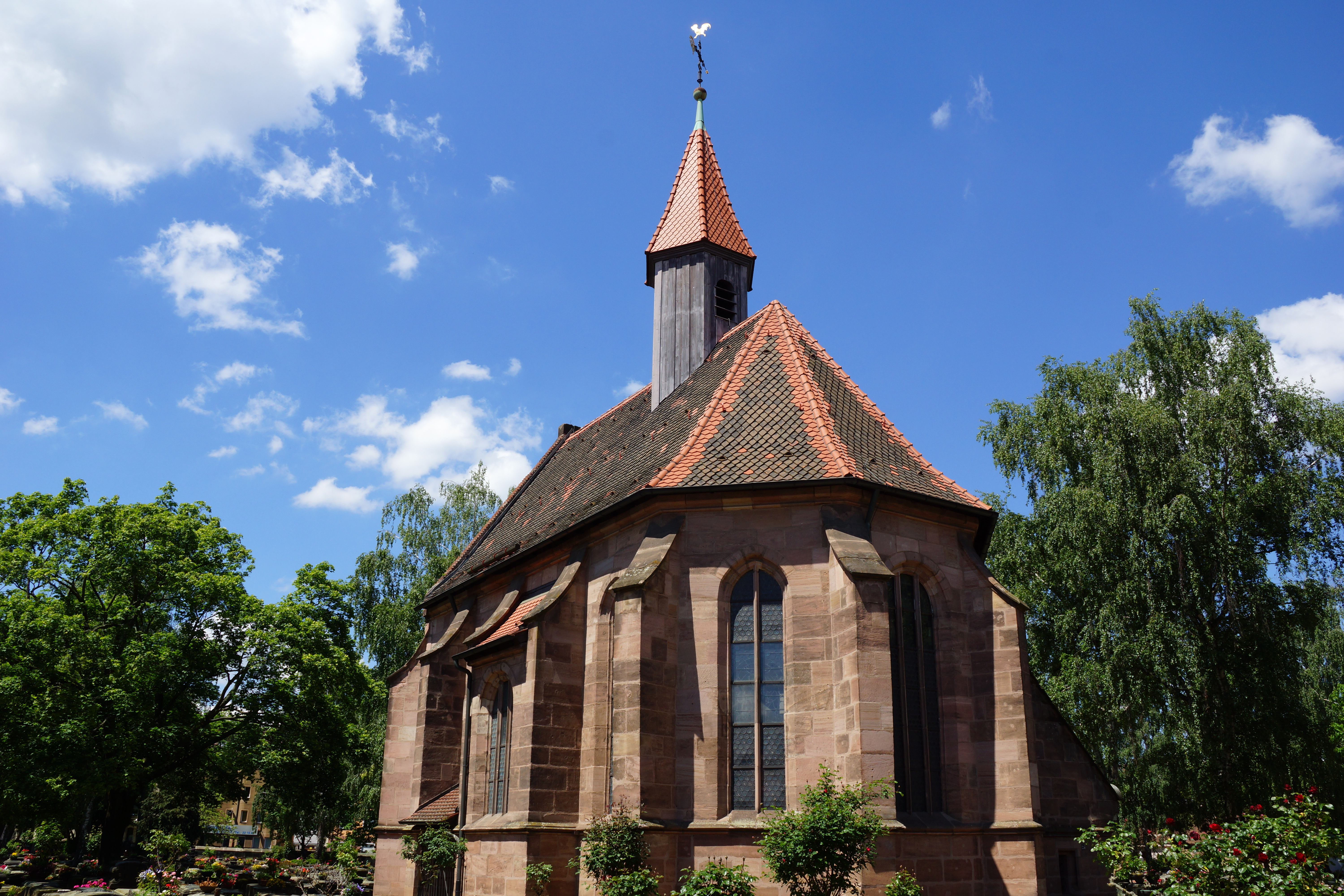
St. Rochus

Die Rochuskapelle ist eine Friedhofskapelle auf dem Rochusfriedhof im Nürnberger Stadtteil Gostenhof. Die Kapelle wurde 1520/1521 als Gemeinschaftswerk von Hans Beheim und seinem Sohn Paulus errichtet. Die Kapelle ist als Teil des Denkmalensembles Rochusfriedhof denkmalgeschützt.

## Geschichte
Stifter der dem heiligen Rochus geweihten Kapelle auf dem neuen Friedhof war Konrad Imhoff (1463–1519), der eine Grabkapelle für seine Familie schaffen wollte. Die Realisierung des Kapellenbaus erfolgte erst nach dem Tod des Stifters durch den Stadtbaumeister Paulus Beheim, die Weihe durch den Bamberger Bischof im Juli 1521.
Die erste Beisetzung eines Imhoff in der Kapelle fand 1528 statt. 1599 wurde eine gewölbte Gruft errichtet, die 1660/1661 erweitert wurde.
Die als erster Renaissance-Sakralbau Nürnbergs geltende St.-Rochuskapelle erlitt im Zweiten Weltkrieg schwere Kriegsschäden; Dach und Westgiebel wurden zwischen 1954 und 1957 erneuert. Erhalten geblieben ist die im Zweiten Weltkrieg ausgelagerte kulturhistorisch wertvolle Inneneinrichtung.

## Architektur und Ausstattung
Die Friedhofskapelle St. Rochus ist eine Saalkirche. An den gewölbten Sandsteinquaderbau mit Satteldach schließt sich ein polygonaler Ostchor mit Sterngewölbe, Sakristei und kapellenartigen Anbauten an. Auf dem Dach sitzt ein hölzerner Dachreiter. Der Sakralbau wurde mit Elementen von Spätgotik und Renaissance errichtet.
Neben dem Rochus- und dem Rosenkranzaltar sowie Wappenschilden, Epitaphien und dem Grabstein des Kirchenstifters Konrad sind dies die Glasfenster, die letzten erhaltenen Beispiele der Nürnberger Glasmalerei der Frührenaissance. Die Kapelle ist bis heute Eigentum der Familie Imhoff und nur auf Anfrage zugänglich.